# Amplonius-Gymnasium Rheinberg
Das Amplonius-Gymnasium Rheinberg ist ein Gymnasium im niederrheinischen Rheinberg in Nordrhein-Westfalen.

## Geschichte
Der Ursprung der Schule geht bis ins Jahr 1337 zurück. Damals wurde in einer Chronik erstmals eine Lateinschule erwähnt. Rektor war ein Priester namens Wiricus.
Der Gelehrte Amplonius Ratingk de Berka (1363–1435) richtete eine Stiftung ein, um Schülern der Rheinberger Lateinschule ein Studium an der Universität Erfurt, deren Rektor er war, zu ermöglichen. Diese Stipendiaten konnten durch die Stiftung in der „Himmelspforte“ (Porta Coeli) in Erfurt unentgeltlich wohnen und an der Universität studieren. Aus diesen Studierenden wurde dann vom Rheinberger Magistrat der Rektor der Lateinschule bestimmt, der nach Erlangung der ersten akademischen Würde vier Jahre in Rheinberg unterrichten musste.
1366 wurde ein Geistlicher aus Orsoy namens Buelemann als Schulrektor erwähnt. Ab 1388 befand sich die Lateinschule am Markt, in der Nähe der Kirche. 1598 wurde sie zerstört. In der Marktstraße (der heutigen Underbergstraße) wurde daraufhin ein neues Schulgebäude errichtet. 1781 existierten insgesamt fünf Schulen in Rheinberg, nämlich neben der Lateinschule eine französische, zwei katholische und eine reformierte Schule. 1785 wurde schließlich am St.-Barbara-Garten eine Mädchenschule eingerichtet.
1816 wurde die Universität Erfurt aufgehoben und das Haus „Himmelspforte“ geschlossen. Die Amplonianische Stiftung wurde deshalb in Kapitalvermögen umgewandelt, die Lateinschule blieb hingegen weiter bestehen. 1873 wurde die Schule während des sogenannten Kulturkampfes in Preußen einem weltlichen Schulrektor unterstellt, nachdem bisher alle Schulleiter Geistliche gewesen waren. 1889 schloss die Lateinschule schließlich ihre Pforten.
1903 erfolgte die Neugründung einer privaten Rektoratsschule. Mit acht Schülern begann der Unterricht im Hause van Elsbergen an der Kamper Straße. Erster Schulleiter war Aloys Wittrup, der das Amt bis 1939 innehatte. 1905 errichtete die katholische Pfarrgemeinde an der Goldstraße ein neues Gebäude für die Rektoratschule. 1912 übernahm die Stadt die Schule unter Wahrung ihres katholischen Charakters. 1920/21 hat die Rektoratschule 121 Schüler. Ein erster Versuch, die Schule zu einem Progymnasium zu erheben, scheiterte am Geldmangel der Stadt.
Alle Heimschüler besuchten die städtische Rektoratschule, weshalb das Gebäude in der Goldstraße zu klein wurde. Daraufhin erfolgte ein Umzug ins Konvikt St. Josef an der Lützenhofstraße, das 1929/30 durch die Pallottiner-Kongregation, einer geistlichen Gemeinschaft, erbaut wurde. 1939 wurde die Schule zur Oberschule für Jungen erhoben. Gegen Ende des Krieges wurde die Schule kurzzeitig geschlossen.
Cäcilie Tolksdorf leitete nach Wiederaufnahme des Unterrichtsbetriebes im Oktober 1945 die Amtsgeschäfte, wurde aber bereits zwei Jahre später durch einen Mann abgelöst. 1946 wurde aus der städtischen Oberschule ein Progymnasium, das 1950 von 356 Schülern besucht wurde. 1951 wurde der erste Neubau eingeweiht; gleichzeitig erhielt die Schule ihren heutigen Namen.
1956 wurde der zweite Bauabschnitt des Amplonius-Gymnasiums fertiggestellt. 1957 erfolgte die Erhebung zum voll ausgebauten Gymnasium. Erst ab diesem Zeitpunkt bestand an der Schule die Möglichkeit zur Durchführung des Abiturs. Diese Möglichkeit wurde 1960 erstmals von 19 Abiturienten in Anspruch genommen.
1961 wurde mit dem Bau des dritten Bauabschnitts begonnen, der Turnhalle mit Lehrschwimmbecken, welches heute als Veranstaltungshalle genutzt wird („Kult-Pool“). 1970 verließen die Pallottiner-Patres nach 40 Jahren Rheinberg und das Konvikt wurde geschlossen. 1978 hatte das Amplonius-Gymnasium fast 1100 Schüler.
Aus der 1982 initiierten Schulpartnerschaft mit dem Lycée und dem Collège der nordfranzösischen Stadt Montreuil-sur-Mer wurde 1993 eine Städtepartnerschaft.
Im Juni 1998 wurde mit dem naturwissenschaftlichen Trakt der letzte Bauabschnitt übergeben.
2010 wurde das Amplonius-Gymnasium im Rahmen des Konjunkturpakets II energetisch saniert; insbesondere der Einbau von neuen Fenstern und die vollständige Renovierung der Turnhalle sind hierbei hervorzuheben.

## Leitmotiv
Im Eingangsbalken der ersten Rheinberger Lateinschule am Markt fand man folgende Inschrift von 1614:
INSTRUE PRAECEPTIS ANIMUM NEC DISCERE CESSES
NAM SINE DOCTRINA VITA EST QUASI MORTIS IMAGO
„Bilde durch Unterricht deinen Geist und höre nie auf zu lernen,
denn ohne Bildung ist das Leben gleichsam ein Abbild des Todes.“

## Ehemalige Schüler
- Ernst Kausen, Informatiker, Mathematiker und Sprachwissenschaftler
- Claudia Schiffer, Fotomodell
- Josef van Genabith, Linguist und Hochschullehrer
- Isabell Werth, Dressurreiterin, Juristin und Olympiasiegerin
- Jürgen W. Möllemann, Politiker (FDP)
- Marcus Uhlig, ehemaliger Geschäftsführer von Arminia Bielefeld